# Swanson Mountains
Swanson Mountains är ett berg i Antarktis. Det ligger i Västantarktis. Inget land gör anspråk på området. Toppen på Swanson Mountains är 792 meter över havet.
Terrängen runt Swanson Mountains är varierad. Trakten är obefolkad. Det finns inga samhällen i närheten. 